# 卢纳马特罗纳
卢纳马特罗纳（義大利語：Lunamatrona），是意大利撒丁大区南撒丁省的一个市镇。总面积20.57平方公里，人口1798人，人口密度87.4人/平方公里（2009年）。ISTAT代码为106010。